# 35334 Yarkovsky
35334 Yarkovsky este un asteroid din centura principală, descoperit pe 31 martie 1997, de Piero Sicoli și Francesco Manca.